# 王昶雄
王昶雄（1915年2月13日—2000年1月1日），本名王榮生，是出身臺灣淡水的牙醫及作家。其創作之時空背景包括臺灣日治時期、皇民化運動時期文學，及國民黨政府在臺戒嚴時期與臺灣解除戒嚴後之時期。 他以在1943年發表之中篇小說〈奔流〉廣為人知，但其中看似帶有政治性質與國族認同掙扎的內容也備受兩極評論。

## 生平與創作

### 早年
1916年，出生於臺北廳淡水支廳。其父從商，母亦為其父之商界助手。在父母經常往來臺灣中國兩地情況下，他在幼年時期由外祖母撫養。1929年，自淡水公學校畢業並前往日本，入學於位在東京的郁文館中學校。1931年，自郁文館中學校畢業後，他返臺就讀高等中學，就讀學校為財團法人私立臺灣商工學校。1935年，考上日本大學文學系；隔年，因父親過世，考慮生計，轉學至齒科學校就讀。於東京就學期間，他曾跨海發表新詩〈陋巷札記〉及中篇小說〈淡水河之漣漪〉於《臺灣新民報》；其中，〈淡水河之漣漪〉的靈感來自小約翰·史特勞斯的〈多瑙河的漣漪〉，是他首度發表於報紙上的小說作品。1936年發表第一部中篇小說〈梨園之秋〉於《臺灣新民報》，以質樸流利的筆觸，描寫梨園子弟間的愛恨情仇。

### 第二次世界大戰時期
1942年，他返臺於淡水開設齒科診所，執業之餘從事寫作，並熱衷推廣臺灣文學，發表不少新詩與文章，如〈樹風問答〉、〈海的回憶〉、〈當心吧！老友〉，其中以1943年《臺灣文學》三卷第3號的中篇日文小說〈奔流〉最為眾人注目。該篇被日本當局視為「皇民化文學」之頂尖作品，其內容描繪皇民化運動下臺灣同胞的苦悶心聲，在體裁上為完成度相當高的寫實小說。該篇小說不但被選入同年度的《臺灣小說選》，更受到日本知名評論家窪川鶴次郎讚賞。作品以表面歌頌皇民化之偉大來襯托臺灣人無法適應的苦楚。戰後，〈奔流〉曾引起「反抗日本統治」與「附和日本皇民化」的爭議。對此，王昶雄並不辯駁，只答以「『真理』的花朵是永遠不會凋零，挺著常青的枝葉吐露芬芳，假使有人把它扔到火裡，它便變成真金閃閃發光」。

### 戰後時期
臺灣光復後，因戰後政治氛圍等因素，王昶雄在約1960年代後才重新開始寫作。其中以描述他周遭好友（如描寫郭雪湖的散文〈阮若打開心內的門窗〉）最富盛名。
另外，1958年發表的歌謠〈阮若打開心內的門窗〉，亦由其作詞，呂泉生作曲。
1999年，於臺灣日報發表〈古井札記〉，為其遺作。
2000年元旦，他因病過世。同年11月獲頒「臺灣文學家牛津獎」。

## 主要作品簡介

### 歌曲〈阮若打開心內的門窗〉
1958年，在察覺臺灣流行歌謠內容及品質發生比較負面的變化，因而希望引領比較正面的風氣，也希望為在工業化環境下自農村前往都市謀生的青年發聲，他與音樂家呂泉生決定共同創作歌曲。其歌詞就當時臺灣日常生活周遭取材且意境貼切，旋律也平易動人；發表後廣受傳唱，成為當時台語流行音樂的代表之一。

### 〈奔流〉
中篇日文小說，寫實風格，在1943年皇民化運動背景下發表於《臺灣文學》雜誌，後被選入同年度的《臺灣小說選》。該作品全文以一度前往日本留學的臺灣籍醫師「我」為敘事者，描述其中角色伊東春生與林柏年在日本殖民當局統治下各自心路歷程。
伊東春生原名朱春生，是一心夢想成為日本人的臺灣人，曾赴日求學，最後返台在中學教授日文。他不僅改名伊東春生，還迎娶日籍女性配偶、著日本傳統服裝，試圖將生活完全日本化。親生父親葬禮上他不願哭喪，並以日本文化無此習俗為由；還有，遺棄自身臺籍親屬等行為，其表弟林柏年對此無法認同。至於敘事者「我」，既是旁觀者，亦是批判者，在客觀描述伊東春生與林柏年的同時，也對自己的內心世界進行檢視。
評論者曾針對該文及同時空背景下相關作品之（政治）立場進行論辯。學者野間信幸表示：「台灣沒有非皇民文學。假如有任何人寫出非皇民文學，（在該時空下）一律槍殺（按：遭統治當局嚴酷對待）」。 文學家葉石濤表示：「沒有皇民文學，全是抗議文學」。 也有觀點認為，所謂抗議文學和皇民文學，是研究者對日本時代臺灣新文學作品的分類方法：對日本當局統治有反抗思想者為抗議文學，順從者則稱皇民文學，且被認為是因應當時日本治台政策，為其宣傳的文學作品。

### 〈淡水河的漣漪〉
日文中篇小說，1939年發表於《興南新聞》。講述胡阿川、彭明珠這對青梅竹馬，因成長背景差異和父執輩恩怨，使兩人由相戀變成各自嫁娶的故事，以男主角志願出征為結尾。情節直觀易讀。為王昶雄寫作生涯初期作品，或可視作其小說創作風格起始點之一，因此或可由此理解其行文方式和特色。

### 〈梨園之秋〉
日文作品；原文局部散失，中文版譯者黃玉燕在譯作時根據文意修補成文。講敘一京劇團「和勝班」，巡演至一小鎮，最初場場滿座，後因劇團小生高金山跟鎮上一名良家之女發生性關係，少女父親就此與戲班成員起爭執衝突，後由鎮上富商蔡水生勸解後，暫吿平息。但戲班道德風評已大受影響，而在演出上非常不受大眾歡迎。今昔對比懸殊，團員大多憂心忡忡。此時團長妻子金花，向她在團裡愛慕已久的橫笛手石啟人告白，被拒後大怒；後石啟人屍體被發現，又發生鎮內富商和金花私奔之事件。在私奔事件不久後，金花與富商的屍體在淡水河畔被發現。

### 〈鏡〉
1944年6月《台灣文藝》刊有〈鏡〉發表前之廣告。復收錄於《王昶雄全集》。
該小說作品講述一愛情故事。主角是對男女戀人，女主角是出生於台灣的日本人江馬哲子，後投靠在東京的叔父，就讀於女子大學。男主角為名叫秋生的台灣人。兩人相識於東京；相戀關係最終因地域問題而破碎。該作品以描寫主角兩人間的戀情與內心感受為主要內容。

## 使用語言
戰前王昶雄於公學校受教育，接受官方系統性的日文教育內容，課餘時間則在私塾學習漢文，教材包括《三字經》、《千家詩》、四書五經等。留學日本時，常至內山完造所經營的書店購買中文書籍；故雖身處日語環境，仍維持其中文使用能力。戰前作品大多使用日文創作，如其主要作品〈淡水河的漣漪〉、〈奔流〉等。臺灣光復後，日文寫作發展較受限，開始使用中文寫作，如於臺灣日報發表之〈古井札記〉等。

## 創作原則
他曾在採訪中提到創作原則：
一、文學不該穿制服，應該有與眾不同的個性，在任何環境下，總要有自己的個性。

二、文學精神是自由的，反對公式化，陳腐的東西。三、小說技巧將逐漸突破，舊的技巧被新的技術取代。 

## 益壯會
他在1973年成立「益壯會」。起因是日本時期的臺灣作家多以日文寫作，戰後時期發展空間較侷限。他透過益壯會集合該些作家，每月聚會並互相勉勵，以期延續日本時期臺灣文學的活動與氛圍。

## 戰後出版

### 個人作品集
- 《王昶雄全集》（2002年）[19][20]
- 《阮若拍開心內的門窗：王昶雄散文精選集》（1996年）
- 《驛站風情》（1993年）[21]

### 與其他作家作品之合集
- 《海鳴集》（1995年）
- 《翁鬧、巫永福、王昶雄合集》（1991年）

### 編輯作品
- 《孤苦人群錄》（1994年）：作者為施乾

## 外部連結
- 東華大學-臺灣文學資料庫
- 吳三連文教基金會>臺灣文學家訪談錄_王昶雄
- 王昶雄故居
- 中大客家學院電子報第八十二期>古瑩儀>「奔流」的心得感想
- 臺灣時報>殖民歷史的見證──談王昶雄〈奔流〉的版本 ◎歐宗智